# Maximilian Sperl
Maximilian Sperl (* 2. Dezember 1994 in Regensburg) ist ein deutscher Triathlet.

## Werdegang
Maximilian Sperl wuchs in Regensburg auf und begann seinen sportlichen Werdegang als Läufer. Später begann er zum sportlichen Ausgleich mit dem Schwimmen und Radfahren. Nach dem Abitur 2014 absolvierte er ein freiwilliges soziales Jahr im Sport und beschloss anschließend ein Studium in den USA aufzunehmen. Neben dem Studium schließ er sich dem Track & Field Team und später dem Triathlon Team der Universität an. Nach erfolgreichem Abschluss des Studiums im Jahr 2019 kehrte er zurück nach Deutschland und begann unter der Leitung von Roland Knoll sich komplett auf den Triathlon Sport zu konzentrieren.

## Sportliche Erfolge
| Datum              | Platzierung | Wettbewerb                                      | Austragungsort | Zeit    | Bemerkung                                 |
| ------------------ | ----------- | ----------------------------------------------- | -------------- | ------- | ----------------------------------------- |
| 8. Mai 2022        | 2           | Ejot Triathlon Buschhütten                      | Buschhütten    | 1:38:46 | hinter Frederic Funk                      |
| 27. August 2022    | 1           | Europe Triathlon Mixed Relay Club Championships | Banyoles       | 1:18:26 | zusammen mit Ejot Team TV Buschhütten     |
| 29. Oktober 2022   | 21          | Superleague Triathlon                           | Neom           |         | Gesamtwertung                             |
| 9. Dezember 2022   | 3           | Ironman 70.3 Middle East Championships          | Bahrain        | 3:40:35 | erstes 70.3 Rennen                        |
| 17. Dezember 2022  | 2           | Asia Triathlon Cup                              | Manama         | 53:56   | erstes internationales Kurzdistanz Podium |
| 7. Mai 2023        | 2           | Ejot Triathlon Buschhütten                      | Buschhütten    | 1:38:48 |                                           |
| 26. August 2023    | 14          | Ironman 70.3 Weltmeisterschaft                  | Lahti          | 3:39:41 |                                           |
| 24. September 2023 | 1           | Challenge Sanremo                               | Sanremo        | 4:12:15 | erster internationaler Profi Sieg         |
| 6. April 2024      | 5           | Ironman 70.3 Pro Series                         | Oceanside      | 3:50:38 |                                           |
| 4. Mai 2024        | 7           | Ironman 70.3 Pro Series                         | St. George     | 3:51:38 |                                           |
| 22. September 2024 | 4           | Challenge Sanremo                               | Sanremo        | 4:08:20 |                                           |
| 28. September 2024 | 8           | T100 Triathlon World Tour                       | Ibiza          | 3:17:48 | World Tour Debüt                          |

| Personendaten    | Personendaten       |
| ---------------- | ------------------- |
| NAME             | Sperl, Maximilian   |
| KURZBESCHREIBUNG | deutscher Triathlet |
| GEBURTSDATUM     | 2. Dezember 1994    |
| GEBURTSORT       | Regensburg          |